# IC 4147
IC 4147 — галактика типу Sd () у сузір'ї Волосся Вероніки.
Цей об'єкт міститься в оригінальній редакції індексного каталогу.